# Onthophagus flavomaculatus
Onthophagus flavomaculatus är en skalbaggsart som beskrevs av Gillet 1930. Onthophagus flavomaculatus ingår i släktet Onthophagus och familjen bladhorningar. Inga underarter finns listade i Catalogue of Life.